# 경영 정보 시스템
경영 정보 시스템(Management Information Systems, 줄여서 MIS)은 기업이라는 시스템의 관점에서 경영시스템의 목표인 이익창출을 위해 다른 하위 시스템을 효율적으로 작용하도록 지원하는 경영 지원 시스템이다.
경영 정보 시스템은 자료를 저장하고, 정보를 생성함으로써 기업 내에서 필요한 지식을 생성하고 축적하며 이를 활용하도록 하는 통합적 컴퓨터 정보시스템이다.
눈에 보이지 않는 지식이지만 이러한 지식의 원천을 형성하는 자료와 정보, 분석 기능 일부도 제공하는 기능을 담당하는 것이 경영정보시스템이다.

## 개요
개인은 생산성을 높이기 위해 워드, 한글, 엑셀, 파워포인트 등의 소프트웨어를 사용한다. 반면에 기업은 업무생산성을 높일 목적으로 여러 가지 정보시스템을 사용한다. 경영정보시스템은 기업의 경영관리에 필요한 정보를 신속히 수집하고 종합적, 조직적으로 가공, 축적, 제공하여 기업의 생산성과 수익성을 높일 목적으로 구축된 다양한 정보시스템과 그 네트워크를 총칭하는 용어이다. 경영학의 세부 영역 중 하나로서 간단히 '조직에서 정보기술을 효율적이고 효과적으로 활용·관리하는 방법에 대한 지식체계'로 정의된다. 현재 경영정보시스템은 군사, 회계, 병원(의료), 환경, 기상, 자원, 전략, 지식, 범용, 통합, 종합 등 부분별로 다양하게 운영되고 있다..

## 용어
- 정보 : 자료를 의미있는 유용한 형태로 만든 것이다.
- 시스템 : 복잡한 기능적 효과를 실현하기 위해 상호 작용을 하는 개별 요소의 집합체이다.
- 정보 시스템 : 데이터를 입력받아 이를 정보로 변환시키는 시스템이다.
- DATA : 있는 사실 그대로 즉, 가공되지 않은 사실을  의미 함.
- Knowledge[지식] : 경험과 정보를 토대로 체계화 한 내용.

## 목적
MIS는 주로 다음과 같은 목적에서 도입된다.
1. 운영 효율성 : 기업 운영의 효율성을 개선하여 생산성을 증대시킨다.
2. 새로운 비즈니스 모델 : 새로운 상품, 서비스, 비즈니스 모델을 창출할 수 있다.
3. 고객-공급자 친밀성 : 고객의 요구에 즉각적으로 반응할 수 있고, 잠재적 요구까지 분석해낼 수 있다.
4. 의사결정 지원 : 정보부족으로 인해 단순 예측과 운에 의지하던 의사결정을 보다 확실하게 할 수 있도록 돕는다.
5. 경쟁우위 : 더 싸고 더 좋고 더 빨리 대응할 수 있다.
6. 생존 : 기업의 생존에 필수적인 요소가 되기도 한다.

## 정보 시스템(IS)

### 정보 시스템 관리자
정보시스템 관리자(information systems manager)는 프로그래머와 분석가, 프로젝트관리자, 시설관리자, 통신관리자나 데이터베이스 전문가들의 리더다. 그들은 또한 컴퓨터 운영 및 데이터 입력직원들의 관리자이다. 또한, 하드웨어 공급업체 및 제조업체, 소프트웨어회사, 컨설턴트 등 외부 전문가들은 정보시스템의 일상 운영과 장기계획에 자주 참여한다.

### 정보 시스템 부서
정보시스템 부서(information systems department)는 정보기술서비스를 담당하는 정규 조직단위이다. 정보시스템 부서는 기업의 IT기반구조를 구성하는 하드웨어, 소프트웨어, 데이터 저장, 네트워크의 관리를 담당한다.

## 여러 가지 MIS
- 거래 처리 시스템(TPS:Transaction Processing System)
- 의사결정지원시스템(DSS:Decision Supporting System)
- 전략정보시스템(SIS:Strategic Information System)
- 전문가 시스템(ES:Expert System)
- 전자자료처리시스템(EDPS:Electronic Data Processing System)
- 정보보고시스템(IRS:Information Reporting System)
- 중역정보시스템(EIS:Executive Infomation System)
- 집단의사결정시스템(GDSS:Group Decision Support System)
- 고객관계관리(CRM:Customer Relationship Management)
- 전사적 자원 관리(ERP:Enterprise Resource Planning)

## 같이 보기
- 경영정보학
- 경영통계학